# Coronel Macedo
Coronel Macedo est une municipalité brésilienne de l'État de São Paulo et la Microrégion d'Itapeva.

## Histoire
Fondée le 8 décembre 1891, le village portait le nom de « Patrimônio de Nossa Senhora do Rio Verde » (Notre-Dame du patrimoine de la rivière Verte) puis celui de « Patrimônio de Nossa Senhora da Conceição Aparecida ».
Les fondateurs, descendants d'immigrants espagnols, et de l'État de Minas Gerais, ont acquis des terres dans la région, ouvrant la voie à l'agriculture. Au cours de cette période, les familles d'Antonio Batista Veiga, Pedro Américo da Veiga, Francisco Garcia et Calixto Clemente de Almeida en étaient les plus influentes.

## Démographie
| Évolution de la population (municipalité) | Évolution de la population (municipalité) | Évolution de la population (municipalité) | Évolution de la population (municipalité) |
| Année                                     | Population                                |                                           | %±                                        |
| ----------------------------------------- | ----------------------------------------- | ----------------------------------------- | ----------------------------------------- |
| 1970                                      | 5 782                                     |                                           | —                                         |
| 1980                                      | 6 344                                     |                                           | 9,7%                                      |
| 1991                                      | 5 750                                     |                                           | −9,4%                                     |
| 2000                                      | 5 589                                     |                                           | −2,8%                                     |
| 2010                                      | 5 001                                     |                                           | −10,5%                                    |
| 2022                                      | 4 280                                     |                                           | −14,4%                                    |
| ,                                         |                                           |                                           |                                           |